# Cantó de Bois-Colombes
El cantó de Bois-Colombes és un antic cantó francès del departament dels Alts del Sena, que estava situat al districte de Nanterre. Comptava amb el municipi de Bois-Colombes.
Al 2015 va desaparèixer i el seu territori es va unir al cantó de Colombes-2.

## Municipis
- Bois-Colombes

## Història
| Data d'elecció                           | Identitat      | Partit           | Qualitat |
| ---------------------------------------- | -------------- | ---------------- | -------- |
| 1967-1994                                | Émile Tricon   | UDR, després RPR |          |
| 1994-2001                                | Roger Blinière | RPR, després MPF |          |
| 2001-                                    | Yves Révillon  | UMP              |          |
| les dades anteriors no són pas conegudes |                |                  |          |
|                                          |                |                  |          |

## Demografia
| A partir de 1990: Població sense dobles comptes |